# Йожеф Андруш
Йожеф Андруш (угор. József Andrusch, нар. 31 березня 1956, Будапешт) — угорський футболіст, що грав на позиції воротаря, зокрема за «Гонвед» та національну збірну Угорщини.
Триразовий чемпіон Угорщини. 

## Клубна кар'єра
У дорослому футболі дебютував 1976 року виступами за команду «Волан», в якій провів чотири сезони, після чого протягом 1980—1982 років захищав кольори клубу «Дорог».
Своєю грою за останню команду привернув увагу представників тренерського штабу одного з лідерів тогочасного угорського футболу, клубу «Гонвед», до складу якого приєднався 1982 року. Відіграв за клуб з Будапешта наступні п'ять сезонів своєї ігрової кар'єри, протягом яких тричі ставав чемпіоном Угорщини.
1987 року перейшов до «Вашаша», за який відіграв останні три сезони своєї кар'єри гравця.

## Виступи за збірну
1984 року дебютував в офіційних матчах у складі національної збірної Угорщини. Загалом протягом кар'єри у національній команді, яка тривала 3 роки, провів у її формі 5 матчів.
Був у заявці збірної на чемпіонаті світу 1986 року в Мексиці, де був резервним голкіпером і на поле не виходив.

## Титули і досягнення
- Чемпіон Угорщини (3):

«Гонвед»: 1984, 1985, 1986